# 阪神大水害

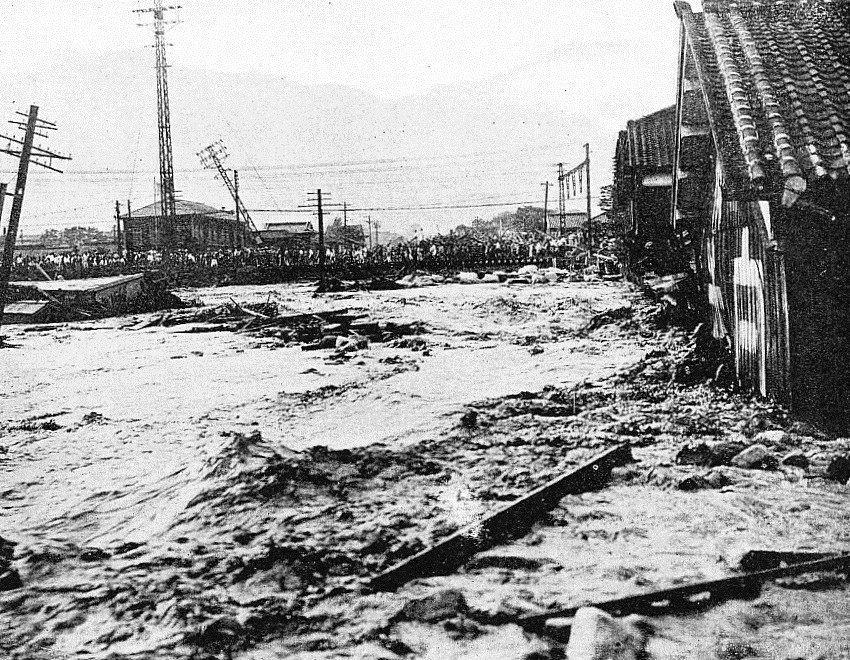
三宮における阪神大水害の被害

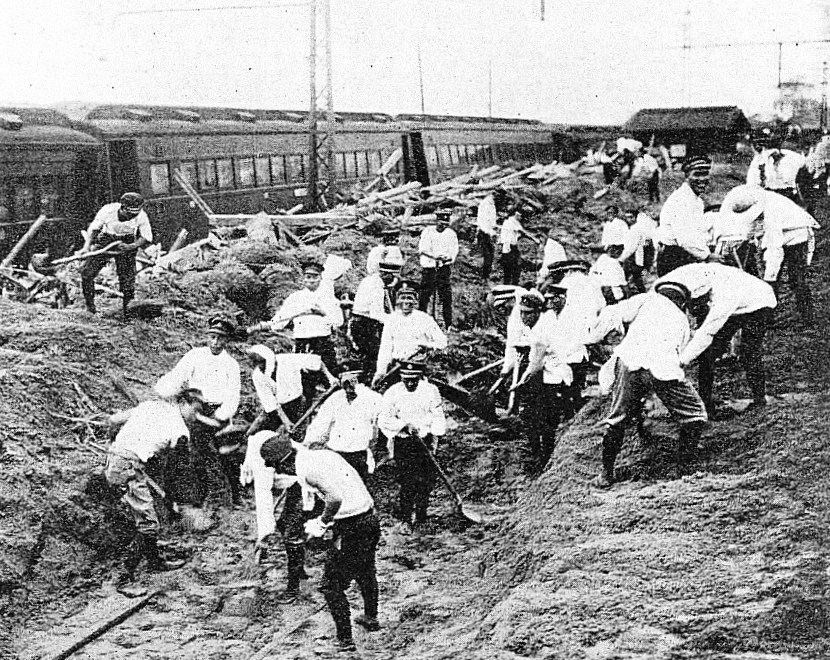
芦屋における阪神大水害の被害

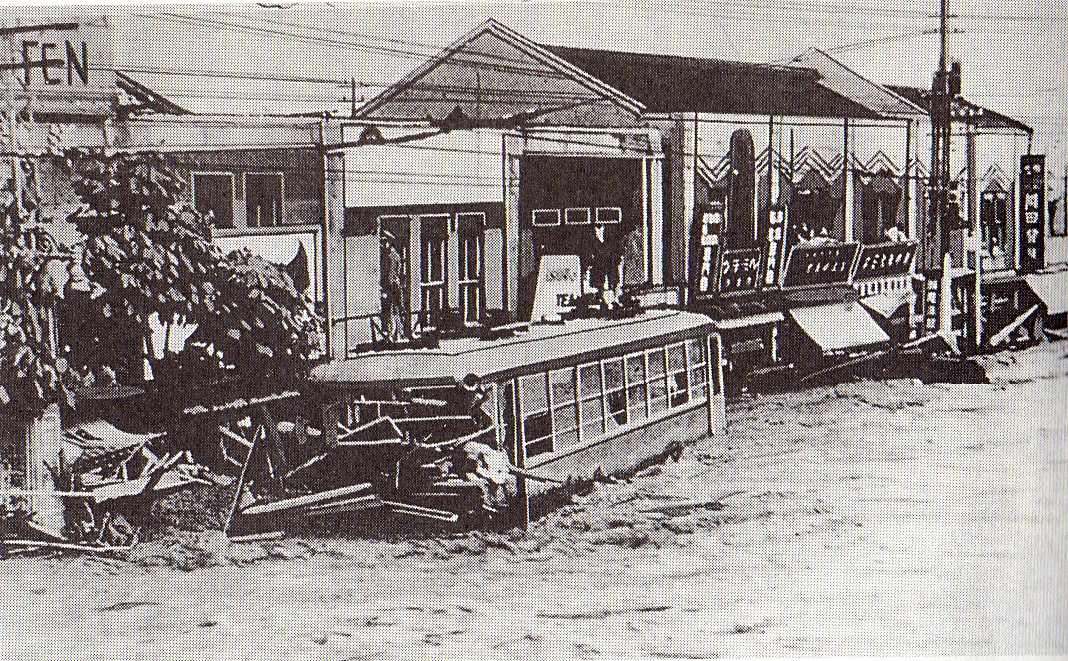
水害で被害を受ける神戸市加納町三丁目付近

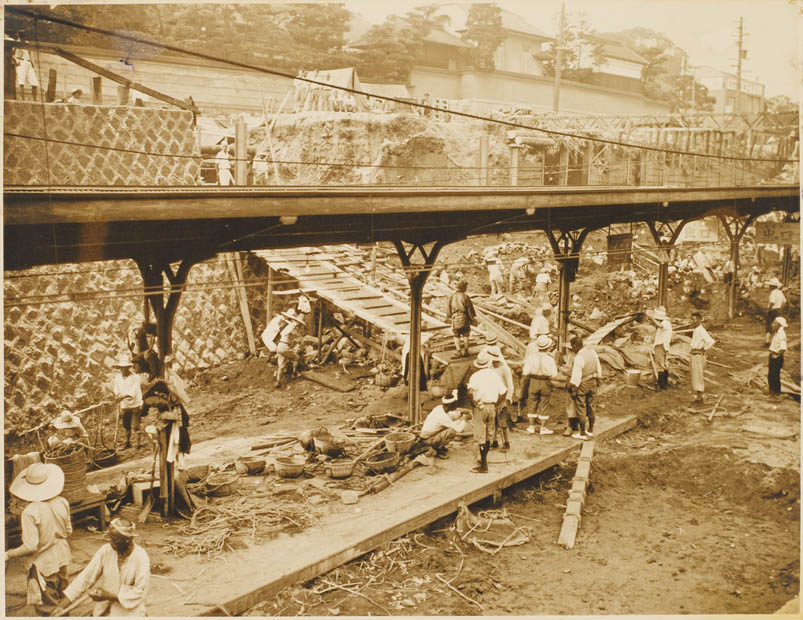
阪神大水害で被害を受けた岩屋駅

阪神大水害（はんしんだいすいがい）は、1938年（昭和13年）7月3日から7月5日にかけて、神戸市及び阪神地区で発生した水害。水害当時、住吉村に暮らした谷崎潤一郎の小説「細雪」の中で、この洪水の様子が描かれ広く知られていることから「細雪水害」と呼ばれることもある。
同地域では、阪神・淡路大震災（1995年（平成7年）1月17日）と並び語られる自然災害である。

## 概説
6月末に太平洋岸に形成された顕著な梅雨前線が7月3日に瀬戸内海を通過、3日の夕方から降り始めた激しい雨は4日夕刻に一時収まったが、5日午前1時から5日13時23分まで大豪雨となった。この3日間で降水量が最も多い時には60.8mm/h、総降水量は六甲山で616mm、市街地の神戸測候所（後の神戸海洋気象台・神戸地方気象台）でも461.8mmに及び、阪神間の広い地域で400mmを超えた。六甲山南麓（いわゆる甲南地域）には芦屋川、住吉川、石屋川など、急峻な山地から一気に海へと流れ下る川が多いため、各河川流域で決壊、浸水、更に土石流などの土砂災害が相次いだ。交通網・通信網も寸断され、都市機能は麻痺した。

## 被害

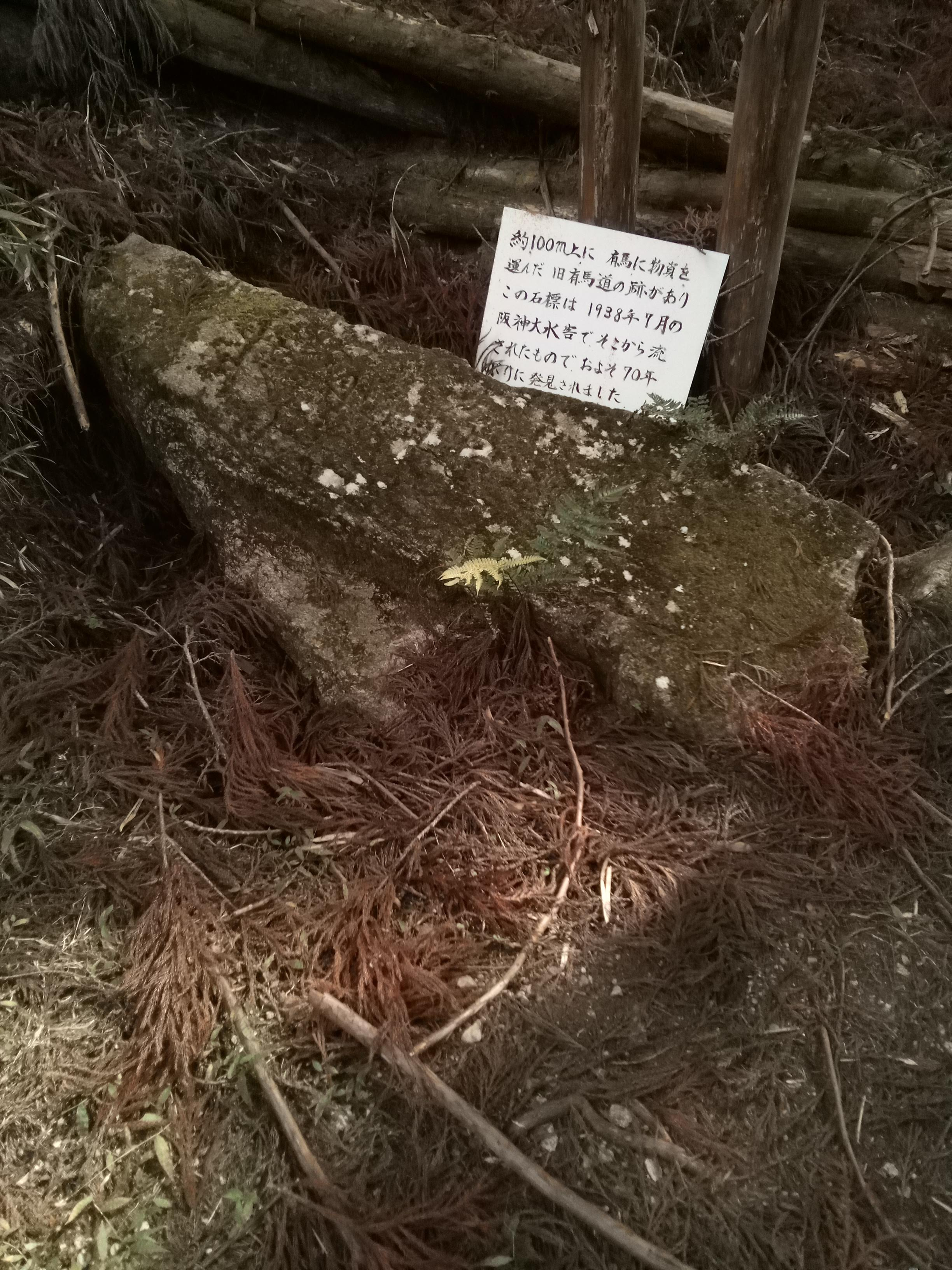
旧有馬道から100メートル下方へ流された石の道標。「右有馬道」と書かれている。

豪雨によって六甲山の各所で山腹が崩壊したため、各河川は土石流を伴う大氾濫を起こした。被害は六甲山南側の神戸市が最も多かったが、六甲山の東部や北部でも死傷者が出た。六甲山の山崩れ箇所数は表六甲の主要11河川で2,727カ所、市内への土石流の堆積量は357万立方m、そのうち住吉川の堆積量が最も多く154万3千立方mであった。神戸市は当時の全人口の72%、全家屋の72%が被災した。
氾濫は、青谷川、布引川、小川谷、宇治川の河川で順次生じ、中心部の神戸駅方面より御影方面一帯にかけては水浸しとなった。そごう（現：神戸阪急）の前の交差点では濁流が肩まで達した。
濁流は家屋を破壊し、その材がさらに別の家屋を破壊して被害の規模を大きくした。
東海道本線も各所で道床の流出、埋没する被害が生じた。被害の大きかった住吉駅構内は流れてきた住宅の残骸などで埋め尽くされ、立往生していた急行列車は傾斜したまま泥土に埋没。他の2列車も車輪が埋没した。
また、豪雨により神戸港を支えてきた引布水源地も決壊、直下の市街地に濁流が押し寄せた。決壊後20分後には三ノ宮駅は5尺（約150cm）、栄町では7尺（約210cm）の浸水があり、市民は避難する間もなく屋上へ這いあがった。
青谷川一帯にあった（庶民が暮らす）文化住宅は跡をとどめぬほど倒壊する一方、住吉川流域にあった名士の邸宅も大きな被害に遭った。安宅弥吉、八代則彦、大原孫三郎の住宅は一瞬のうちに破壊された。住友吉左衛門の邸宅は倉庫と母屋を残して全半壊し、邸内には付近の住民の死体が流れ込む惨状となった。甲南小学校では階下が土砂で埋まり、避難が間に合わなかった児童6人が死亡・行方不明となった。
| 地域名                                         | 死者・行方不明者 | 家屋の流失・倒壊・埋没 | 家屋の半壊 | 浸水家屋  | 橋梁喪失 |
| ---------------------------------------------- | ---------------- | ---------------------- | ---------- | --------- | -------- |
| 神戸市                                         | 616人            | 5,054戸                | 6,776戸    | 79,625戸  | 52カ所   |
| 西宮市、精道村（現芦屋市）、良元村（現宝塚市） | 38人             | 253戸                  | 932戸      | 22,124戸  | 23カ所   |
| 武庫郡（現神戸市東灘区）                       | 48人             | 352戸                  | 888戸      | 7,343戸   | 8カ所    |
| 有野村、山田村（現神戸市北区）                 | 13人             | 73戸                   | 34戸       | 251戸     | 47カ所   |
| 合計                                           | 715人            | 5,732戸                | 8,630戸    | 109,370戸 | 130カ所  |

## 背景
六甲山の花崗岩は構造運動の影響を強く受け、岩盤は数cmから数十cm間隔の割れ目(節理)が顕著で脆く崩壊しやすい。また江戸時代から経済活動が活発だった地域のため六甲山の森林は建材や燃料として、徹底的に利用されてはげ山となっていた。明治以降六甲山に植林が行われるようになったが、大水害当時では不十分であった。
災害後、大阪営林局局長は森林の状態について「不心得の登山家やハイカーによって、山火事はまるで名物となった上、住宅建設にために盲目的伐採が続けられている。これで水禍が起こらなかったら不思議である。樹木はおろか雑草など被覆物すらほとんどなく、赤肌を丸出しにしているのが六甲だ」とコメントを出している。
このため大雨により上流で土砂崩れが起こりこれが土石流と化し、巨岩や大木を交えて甲南地域に押し寄せ、河道を塞いだり、中下流の堤防を破壊するなどしたのである。また砂防政策の遅れも原因としてあった。この水害を機に、甲南地域の治水・砂防事業は兵庫県から国に移管されることになり、国は水害直後の9月に内務省六甲砂防事業所（現：国土交通省六甲砂防事務所）を設置。以後、太平洋戦争による中断期間を除いて一貫して国による治水・砂防事業が実施されている。

## その他の災害
1938年は、例年に比べて大雨や集中豪雨が多く、それによる水害が全国各地で起きた。阪神大水害と同じ頃、関東地域でも同様の集中豪雨に見舞われ那珂川・桜川・利根川・江戸川・印旛沼と関東各地で決壊・氾濫・水害が発生し甚大な被害を齎した。また大水害からほぼ1か月後の7月28日～8月1日には同様の集中豪雨が四国から東海地域にかけて起こり徳島県の那賀川が決壊、8月末から9月頃には台風による水害被害も重なった。10月には、九州で「肝属地方風水害」も発生している。
また、大水害を受けて治水・砂防事業が行われたにも拘わらず、同地域は1961年の豪雨（昭和36年梅雨前線豪雨）で兵庫県内の死者41名、1967年の豪雨（昭和42年7月豪雨）で同死者100人を出しす大規模な水害に見舞われている。

## 阪神大水害について触れた作品
- 『少年H』（妹尾河童）
- 『細雪』（谷崎潤一郎）
- 『アドルフに告ぐ』（手塚治虫）
- 『わが指のオーケストラ』（山本おさむ）